# Isidore Partouche
Isidore Partouche, né le 21 avril 1931 à Trézel (Sougueur de nos jours) en Algérie française et mort le 30 avril 2025 à Paris, est un entrepreneur français, fondateur du groupe Partouche, l'un des principaux opérateurs de casinos en Europe.

## Biographie

### Jeunesse et débuts professionnels
Né le 21 avril 1931 à Trézel (actuel Sougueur) dans une famille juive commerçante de l'Oranais, Isaac Isidore Partouche commence sa carrière en Algérie en tant que radioélectricien. Il devient le premier concessionnaire de la marque Philips dans le pays. Après l'indépendance de l'Algérie, il reste quelques années à Oran avant de s'installer en France avec sa famille au début des années 1960. Il s'établit dans le Pas-de-Calais, où il investit dans une piste de karting et une boîte de nuit au Touquet-Paris-Plage.

### Fondation et expansion du groupe Partouche
En 1973, Isidore Partouche rachète pour un franc symbolique, avec l'aide de ses frères et sœurs, le casino de Saint-Amand-les-Eaux, ainsi que son établissement thermal et sa source d'eau minérale. Ce rachat marque le début de l'aventure du groupe Partouche, il redresse cet établissement au bord de la faillite. Isidore Partouche doit notamment sa réussite au profit à tirer des machines à sous, autorisées en France à la fin des années 1980. Sous sa direction, le groupe connaît une expansion rapide, acquérant plusieurs casinos dans le Nord de la France, puis à l'échelle nationale et internationale. Parmi les acquisitions notables figurent le Casino du Touquet (1976), de Forges-les-Eaux (1986), de Dieppe (1988) et de Vichy (1989). Le groupe est introduit en Bourse en 1995.
À partir des années 2000, «Monsieur Isidore» transmet progressivement la gestion du groupe à son fils, Patrick Partouche, assurant ainsi la continuité d'une entreprise familiale. Il meurt le 30 avril 2025 à l'âge de 94 ans dans son domicile parisien.